# Tinoquitos
Los «tinoquitos», también denominados «billetes de Monopolio», fueron pequeños billetes de 1 y 2 bolívares emitidos en Venezuela entre 1989 y 1990, durante el segundo gobierno de Carlos Andrés Pérez, para solventar la escasez de monedas en dichas denominaciones.
Los billetes, cuya emisión fue autorizada por el Banco Central de Venezuela (BCV) el 5 de octubre de 1989, surgieron luego de la rápida desaparición de las monedas de bolívares acuñadas en níquel, las que eran desmonetizadas de forma ilegal para fundirlas y obtener el metal, cuyo precio era más alto que el valor facial de las monedas.
Las dimensiones de ambos billetes eran reducidas (156x69 mm), razón por la cual la población apodó a estos billetes como «tinoquitos» en referencia a Pedro Tinoco, presidente del BCV en aquel entonces; también fueron denominados como «billetes de Monopolio» en referencia a los pequeños billetes que se utilizan en el juego de mesa homónimo.
Luego de la emisión de monedas de 1 y 2 bolívares con aleaciones de níquel y acero, la emisión de tinoquitos se suspendió y estos coexistieron con las monedas hasta aproximadamente 1995, cuando la mayoría de los billetes habían sido retirados de circulación o estos se deterioraron debido a la calidad del papel con que fueron impresos.